# Jacob Müller (Politiker)

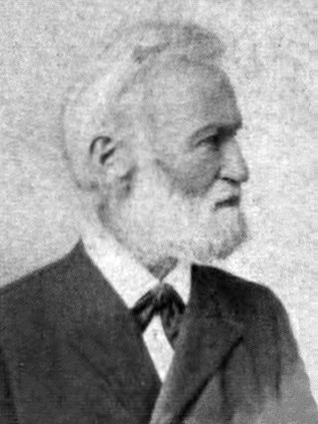
Jacob Müller

Jacob Müller (* 9. März 1822 in Alsenz; † 31. August 1905) war ein Rechtsanwalt, Versicherungskaufmann und Politiker.

## Leben
Jacob Müller studierte Rechtswissenschaft und wurde 1840 Mitglied der Burschenschaft Walhalla Heidelberg. Er wurde nach dem Ausbruch der französischen Februarrevolution 1848 in der Pfalz von der provisorischen Regierung in Kaiserslautern zum Zivilkommissär für den Bezirk Kirchheimbolanden ernannt. Nach der Niederwerfung des Pfälzischen Aufstandes floh er in die Schweiz und wanderte von dort in die USA aus, wo er sich in Cleveland (Ohio) niederließ; er gehört somit zu den sogenannten Forty-Eighters.
1854 eröffnete er mit Louis Ritter und Benjamin Beavies eine Rechtsanwaltskanzlei und gründete 1858 die Feuerversicherung Germania Fire Insurance Company, die er bis 1869 leitete. 1856 wurde er von den liberalen deutschen Demokraten in den Stadtrat von Cleveland gewählt. Müller war Gegner der Sklaverei und nahm als Delegierter an der Pittsburgher Konvention teil. 1871 wurde Jacob Müller als Republikaner zum Vizegouverneur von Ohio gewählt, woraufhin er von 1872 bis 1874 als Stellvertreter von Gouverneur Edward F. Noyes fungierte. Unter Präsident Grover Cleveland wurde er 1885 Generalkonsul für die Vereinigten Staaten in Frankfurt am Main. 1889 legte er dieses Amt nieder. Jacob Müller starb am 31. August 1905 und wurde auf dem Woodland Cemetery bestattet.

## Schriften
- Aus den Erinnerungen eines Achtundvierzigers – Skizzen aus der deutsch-amerikanischen Sturm- und Drang-Periode der 50er Jahre. Rudolf Schmidt Printing, Cleveland 1896.